# Chaetopterygopsis sisestii
Chaetopterygopsis sisestii är en nattsländeart som beskrevs av Lazar Botosaneanu 1961. Chaetopterygopsis sisestii ingår i släktet Chaetopterygopsis och familjen husmasknattsländor. Inga underarter finns listade i Catalogue of Life.